# Albota de Jos, Taraclia
Albota de Jos (în germană Unter Albota) este satul de reședință al comunei cu același nume  din raionul Taraclia, Republica Moldova. Satul a fost locuit de germanii basarabeni.

## Demografie

### Structura etnică
Structura etnică a satului Albota de Jos conform recensământului populației din 2004:
| Grup etnic                    | Populație | % Procentaj |
| ----------------------------- | --------- | ----------- |
| Bulgari                       | 518       | 62.79%      |
| Băștinași declarați Moldoveni | 187       | 22.67%      |
| Găgăuzi                       | 51        | 6.18%       |
| Ruși                          | 49        | 5.94%       |
| Ucraineni                     | 17        | 2.06%       |
| Țigani                        | 1         | 0.12%       |
| Alții                         | 2         | 0.24%       |
| Total                         | 825       | 100%        |